# Кубок Словенії з футболу 2012—2013
Кубок Словенії з футболу 2012–2013 — 22-й розіграш кубкового футбольного турніру в Словенії. Титул ввосьме здобув Марибор.

## Календар
| Раунд        | Дата                                                             | Матчі | Клуби   |
| ------------ | ---------------------------------------------------------------- | ----- | ------- |
| Перший раунд | 21-22 серпня 2012                                                | 11    | 27 → 16 |
| 1/8 фіналу   | 19 вересня - 31 жовтня 2012                                      | 8     | 16 → 8  |
| 1/4 фіналу   | 24 жовтня 2012 - 27 лютого 2013/ 31 жовтня 2012 - 6 березня 2013 | 8     | 8 → 4   |
| 1/2 фіналу   | 1-8 травня 2013                                                  | 4     | 4 → 2   |
| Фінал        | 29 травня 2013                                                   | 1     | 2 → 1   |

## Перший раунд
| Команда 1           | Рахунок         | Команда 2       |
| ------------------- | --------------- | --------------- |
| 21 серпня 2012      |                 |                 |
| Єсеніце (4)         | 0:3             | Заврч (2)       |
| Шаловці (4)         | 1:6             | Горіца          |
| 22 серпня 2012      |                 |                 |
| Песниця (4)         | 1:2             | Домжале         |
| Дравоград (3)       | 1:3             | Рудар           |
| Брда (3)            | 1:1 дч пен. 8:7 | Шенчур (2)      |
| Тромейник (3)       | 0:2             | Копер           |
| Церкниця (4)        | 0:3             | Триглав         |
| Камник (3)          | 1:3             | Дравіня (2)     |
| Одранці (3)         | 3:2             | Бела Країна (2) |
| Шмарє-при-Єлшах (3) | 2:4             | Алюміній        |
| Турнище (4)         | 0:8             | Анкаран (3)     |

## 1/8 фіналу
| Команда 1       | Рахунок         | Команда 2         |
| --------------- | --------------- | ----------------- |
| 19 вересня 2012 |                 |                   |
| Мура            | 0:3             | Олімпія (Любляна) |
| Толмін (3)      | 1:4 дч          | Горіца            |
| Дравіня (2)     | 2:1             | Домжале           |
| Алюміній        | 1:1 дч пен. 4:3 | Рудар             |
| Брда (3)        | 0:3             | Цельє             |
| Одранці (3)     | 0:2 дч          | Триглав           |
| Анкаран (3)     | 0:3             | Копер             |
| 31 жовтня 2012  |                 |                   |
| Заврч (2)       | 0:2             | Марибор           |

## 1/4 фіналу
| Команда 1                   | Заг. | Команда 2   | 1-й матч | 2-й матч |
| --------------------------- | ---- | ----------- | -------- | -------- |
| 24/31 жовтня 2012           |      |             |          |          |
| Алюміній                    | 3:2  | Горіца      | 1:2      | 2:0      |
| Триглав                     | 2:1  | Копер       | 0:1      | 2:0 дч   |
| 24 жовтня/11 листопада 2012 |      |             |          |          |
| Цельє                       | 3:0  | Дравіня (2) | 2:0      | 1:0      |
| 27 лютого/6 березня 2013    |      |             |          |          |
| Олімпія (Любляна)           | 2:3  | Марібор     | 1:3      | 1:0      |

## 1/2 фіналу
| Команда 1       | Заг.    | Команда 2 | 1-й матч | 2-й матч |
| --------------- | ------- | --------- | -------- | -------- |
| 1/8 травня 2013 |         |           |          |          |
| Алюміній        | 1:1 (ч) | Цельє     | 1:1      | 0:0      |
| Триглав         | 2:5     | Марібор   | 2:2      | 0:3      |

## Фінал
| 29 травня 2013 21:45 (EEST) |

| Цельє | 0:1      | Марібор     |
| ----- | -------- | ----------- |
|       | Протокол | Ібраїмі 44' |

| Боніфіка, Копер Глядачів: 1 500 Арбітр: Матей Юг |